# Eduards Veinbergs
Eduards Veinbergs (* 17. Januarjul. / 29. Januar 1899greg. in Riga; † 12. Januar 1962 ebenda) war ein lettischer Fußball- und Bandyspieler und Leichtathlet.

## Karriere und Leben
Eduards Veinbergs wurde im Jahr 1899 in Riga in die Familie von Jānis Veinbergs und seiner Ehefrau Olga (geb. Nevarotina, 1898–1940) geboren. Eduards Veinbergs hatte eine Tochter namens Marina (* 1922–?), die im Eiskunstlauf und in der Leichtathletik aktiv war. Eine weitere Tochter aus zweiter Ehe, Tatjana (1943–2008), machte sich als erfolgreiche Volleyballspielerin einen Namen. 1968 wurde sie mit der sowjetischen Nationalmannschaft Olympiasiegerin in Mexiko. Auch sein Enkel Normunds (* 1971) schlug eine Karriere im Volleyball ein und wurde später Nationalspieler Lettlands.

### Fußball
Eduards Veinbergs begann seine Fußballkarriere als Jugendspieler im Jahr 1913 beim Rigaer Radsportverein (Riteņbraucēju biedrība Riga), der später im LSB Riga aufging. Nach dem Ersten Weltkrieg lebte er mehrere Jahre in Russland. Im Jahr 1923 war er Mitglied einer russischen Auswahlmannschaft von Petrograd, die an der regionalen Fußballmeisterschaft teilnahm. Nach seiner Rückkehr nach Lettland, feierte er 1926 seinen größten Erfolg als Fußballspieler mit dem Sieg im Rigaer Pokal. 1927 absolvierte Veinbergs eine Spielzeit mit dem LSB Riga in der Virslīga, der höchsten lettischen Spielklasse. Im Jahr 1928 wechselte Veinbergs zum Zweitligisten Riga Vanderers. Mit dem Verein gelang 1929 der Aufstieg in die erste Liga. 1932 wurden die Vanderers Vizemeister.

### Bandy
Eduards Veinbergs gehörte im Bandy zu den besten Spielern des Landes. Er wurde mehrfach lettischer Meister und absolvierte vier Länderspiele für die lettische Bandynationalmannschaft.

### Leichtathlet
Auch in der Leichtathletik feierte Veinbergs Erfolge – so wurde er lettischer Meister im Standweitsprung und zeichnete sich zudem als hervorragender Hürdenläufer und Weitspringer aus.

## Weblink
- Lebenslauf bei kazhe.lv (lettisch)

| Personendaten    | Personendaten                                              |
| ---------------- | ---------------------------------------------------------- |
| NAME             | Veinbergs, Eduards                                         |
| KURZBESCHREIBUNG | lettischer Fußball- und Bandyspieler und Leichtathlet      |
| GEBURTSDATUM     | 29. Januar 1899                                            |
| GEBURTSORT       | Riga, Gouvernement Livland                                 |
| STERBEDATUM      | 12. Januar 1962                                            |
| STERBEORT        | Riga, Lettische Sozialistische Sowjetrepublik, Sowjetunion |